# Erebia kalmuka
Erebia kalmuka är en fjärilsart som beskrevs av Alphéraky 1881. Erebia kalmuka ingår i släktet Erebia och familjen praktfjärilar. Inga underarter finns listade i Catalogue of Life.